# Троицкий сельсовет (Карасукский район)
Троицкий сельсовет — сельское поселение в Карасукском районе Новосибирской области Российской Федерации.
Административный центр — село Троицкое.

## История
Статус и границы сельского поселения установлены Законом Новосибирской области от 2 июня 2004 года № 200-ОЗ «О статусе и границах муниципальных образований Новосибирской области»

## Население
| 2002  | 2010  | 2012  | 2013  | 2014  | 2015  | 2016  |
| ----- | ----- | ----- | ----- | ----- | ----- | ----- |
| 1998  | ↗2142 | ↘2137 | ↗2156 | ↗2166 | ↘2119 | ↘2100 |
| 2017  | 2018  | 2019  | 2020  | 2021  |       |       |
| ↘2085 | ↘2065 | ↘2049 | ↘2021 | ↗2040 |       |       |

## Состав сельского поселения
| № | Населённый пункт | Тип населённого пункта       | Население |
| - | ---------------- | ---------------------------- | --------- |
| 1 | Астродым         | посёлок                      | ↘350      |
| 2 | Озерное-Титово   | посёлок                      | ↗348      |
| 3 | Рассказово       | село                         | ↗302      |
| 4 | Сорочиха         | село                         | ↗542      |
| 5 | Троицкое         | село, административный центр | ↘600      |

### Упразднённые населённые пункты
Дегтяревский — упразднённый в 1971 году аул.